# Reactiv Fehling

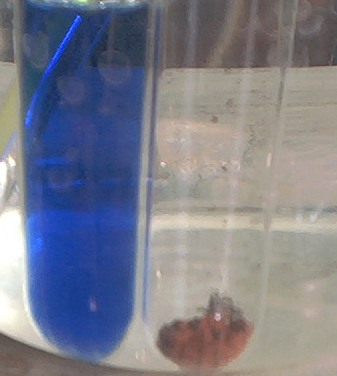
Testul Fehling: stânga negativ (colorația obișnuită), dreapta pozitiv (formarea de cupru)

Reactivul Fehling este un reactiv utilizat în laborator pentru identificarea carbohidraților hidrosolubili și a grupelor funcționale cetonă. Este utilizat pentru testarea suplimentară a zaharidelor reducătoare și nereducătoare, care se mai realizează și cu ajutorul reactivului Tollens. Reacțiile de identificare bazate pe reactivul Fehling au fost dezvoltate de chimistul german Hermann von Fehling în 1849.

## Preparare

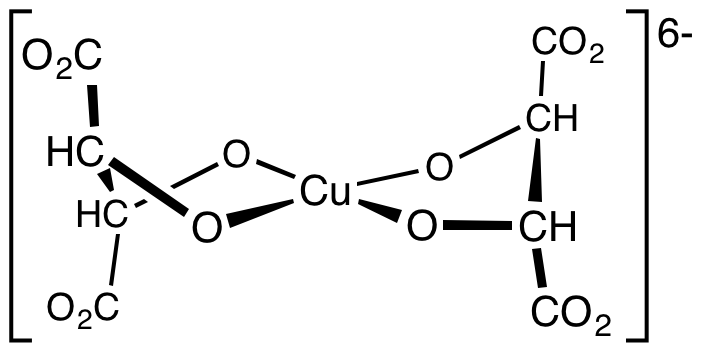
Structura complexului ce se află în reactivul Fehling.

Reactivul Fehling se prepară, de obicei, în laborator, prin combinarea a două soluții denumite Fehling I și Fehling II (sau A și B). Fehling I este o soluție apoasă de sulfat de cupru, colorată în albastru intens. Fehling II este o soluție incoloră apoasă de tartrat dublu de sodiu și potasiu (denumită și sare Seignette) în combinație cu o bază tare, de obicei hidroxid de sodiu.